# 浔浦顺济宫
浔浦顺济宫，位于中国福建省泉州市丰泽区东湖街道浔埔社区，明万历年间（1573—1620年）始建，清、民国重修。庙宇坐北朝南，现存为两进，中有拜亭，建筑面积400多平方米，总占地面积约1500平方米。山门内东墙嵌有清顺治十八年（1661年）《钦依泉郡水师都司刘公功德碑记》、民国元年《公禁碑记》等；石埕围墙上嵌有黄贻果题写的“湄云普荫”石碑两通。大殿面阔五间，进深四间，硬山式。主祀海神「天上圣母」，配祀观音菩萨、保生大帝、田都元帅、康王爷、夫人妈（圣姑妈）、千里眼、顺风耳等。2009年11月16日公布为第七批福建省文物保护单位。